# .kr
A .kr a Koreai Köztársaság internetes legfelső szintű tartomány kódja, melyet 1986-ban hoztak létre.